# Michael Johnson (cantante)
Michael Johnson (Alamosa, Colorado, Estados Unidos, 8 de agosto de 1944 - Minneapolis, Minnesota, 25 de julio de 2017), fue un cantante pop, country y folk, compositor y guitarrista estadounidense. Era conocido por su hit de 1978 "Bluer Than Blue". Trazó cuatro hits en las listas Billboard Hot 100, y nueve más en las listas Hot Country Songs, incluyendo dos country como hit número uno en el año 1986 con "Give Me Wings" y "The Moon Is Still Over Her Shoulder". También coescribió "Cain's Blood", el sencillo debut de la década de 1990 del grupo de country 4 Runner.

## Vida
Johnson nació en la pequeña ciudad de Alamosa, Colorado, en la parte sur-central del estado; creció en Denver. Empezó a tocar la guitarra a los 13 años. En 1963, comenzó a asistir a la Universidad Estatal de Colorado para estudiar música, pero su carrera universitaria se vio truncada cuando ganó un concurso internacional de talento dos años después. El primer premio incluía un contrato con Epic Records. Epic lanzó la canción "Hills", escrita y cantada por Johnson, como un sencillo. Johnson comenzó una extensa gira de clubes y colegios, en la búsqueda de un público receptivo en todas partes donde iba.
Deseando perfeccionar sus habilidades instrumentales, en 1966 partió hacia Barcelona, España, en el Conservatorio del Liceu, estudiando con los guitarristas clásicos eminentes, Graciano Tarragó y Renata Tarragó. A su regreso a Estados Unidos, se unió a Randy Sparks en un grupo llamado New Society e hizo una gira por el Oriente. Cuando la banda se disolvió en 1967, él firmó con Chad Mitchell Trio durante un año, pasó un poco de ese tiempo coescribiendo con otro miembro, John Denver. El grupo ha sido renombrado como Denver, Boise & Johnson. Cuando el trío llegó a su fin, Johnson hizo un cambio radical de todo lo que había hecho previamente al asumir un papel de apoyo importante en la producción off-Broadway de "Jacques Brel Is Alive and Well and Living in Paris." El espectáculo visitó la ciudad de Nueva York, Los Ángeles y Chicago durante el siguiente año; para entonces, Johnson estaba listo para volver a crear y realizar su propia música.

## Discografía

### Álbumes
| Año  | Álbum                                                         | Posición en Lista | Posición en Lista | Posición en Lista | Sello              |
| Año  | Álbum                                                         | US Country        | US                | CAN               | Sello              |
| ---- | ------------------------------------------------------------- | ----------------- | ----------------- | ----------------- | ------------------ |
| 1973 | There Is a Breeze                                             |                   |                   |                   | Atco               |
| 1975 | For All You Mad Musicians                                     |                   |                   |                   | Sanskrit           |
| 1977 | Ain't Dis Da Life                                             |                   |                   |                   | Sanskrit           |
| 1978 | The Michael Johnson Album                                     |                   | 81                | 83                | EMI                |
| 1979 | Dialogue                                                      |                   | 157               |                   | EMI                |
| 1980 | You Can Call Me Blue                                          |                   |                   |                   | EMI                |
| 1981 | Home Free                                                     |                   |                   |                   | EMI                |
| 1983 | Lifetime Guarantee                                            |                   |                   |                   | EMI                |
| 1986 | Wings                                                         | 26                |                   |                   | RCA                |
| 1988 | That's That                                                   |                   |                   |                   | RCA                |
| 1990 | The Best of Michael Johnson                                   |                   |                   |                   | RCA                |
| 1992 | Michael Johnson                                               |                   |                   |                   | Atlantic           |
| 1995 | Departure                                                     |                   |                   |                   | Vanguard           |
| 1997 | Then and Now                                                  |                   |                   |                   | Intersound         |
| 1999 | The Very Best of Michael Johnson: Bluer Than Blue (1978–1995) |                   |                   |                   | Razor & Tie        |
| 2000 | LIVE at the Bluebird Cafe                                     |                   |                   |                   | American Originals |
| 2002 | Classic Masters                                               |                   |                   |                   | EMI                |
| 2005 | Always – Roberto Bianco with Michael Johnson                  |                   |                   |                   | Yellow Rose        |

### Singles
| Año                                                                      | Single                                                 | Puestos en las listas altas | Puestos en las listas altas | Puestos en las listas altas | Puestos en las listas altas | Puestos en las listas altas | Puestos en las listas altas | Álbum                     |
| Año                                                                      | Single                                                 | US Country                  | US                          | US AC                       | CAN Country                 | CAN                         | CAN AC                      | Álbum                     |
| ------------------------------------------------------------------------ | ------------------------------------------------------ | --------------------------- | --------------------------- | --------------------------- | --------------------------- | --------------------------- | --------------------------- | ------------------------- |
| 1973                                                                     | "On the Road"                                          | —                           | 118                         | —                           | —                           | —                           | —                           | There Is a Breeze         |
| 1978                                                                     | "Bluer Than Blue"                                      | —                           | 12                          | 1                           | —                           | 6                           | 1                           | The Michael Johnson Album |
| 1978                                                                     | "Almost Like Being in Love"[A]                         | —                           | 32                          | 4                           | —                           | 40                          | 10                          | The Michael Johnson Album |
| 1979                                                                     | "This Night Won't Last Forever"                        | —                           | 19                          | 5                           | —                           | 66                          | 9                           | Dialogue                  |
| 1979                                                                     | "I'll Always Love You"                                 | —                           | —                           | —                           | —                           | —                           | —                           | Dialogue                  |
| 1980                                                                     | "The Very First Time"                                  | —                           | 101                         | —                           | —                           | —                           | —                           | Dialogue                  |
| 1980                                                                     | "You Can Call Me Blue"                                 | —                           | 86                          | —                           | —                           | —                           | 37                          | You Can Call Me Blue      |
| 1986                                                                     | "Gotta Learn to Love Without You"                      | 12                          | —                           | —                           | —                           | —                           | —                           | Wings                     |
| 1986                                                                     | "Give Me Wings"                                        | 1                           | —                           | —                           | 3                           | —                           | —                           | Wings                     |
| 1987                                                                     | "The Moon Is Still Over Her Shoulder"                  | 1                           | —                           | —                           | 2                           | —                           | —                           | Wings                     |
| 1987                                                                     | "Ponies"                                               | 26                          | —                           | —                           | —                           | —                           | —                           | Wings                     |
| 1987                                                                     | "Crying Shame"                                         | 4                           | —                           | —                           | 8                           | —                           | —                           | That's That               |
| 1988                                                                     | "I Will Whisper Your Name"                             | 7                           | —                           | —                           | 19                          | —                           | —                           | That's That               |
| 1988                                                                     | "That's That"                                          | 9                           | —                           | —                           | *                           | —                           | —                           | That's That               |
| 1989                                                                     | "Roller Coaster Run (Up Too Slow, Down Too Fast)"      | 52                          | —                           | —                           | —                           | —                           | —                           | That's That               |
| 1991                                                                     | "It Must Be You" (featuring Juice Newton)              | —                           | —                           | —                           | —                           | —                           | —                           | Michael Johnson           |
| 1997                                                                     | "Whenever I Call You Friend" (featuring Alison Krauss) | —                           | —                           | —                           | —                           | —                           | —                           | Then and Now              |
| "—" denotes releases that did not chart * denotes unknown peak positions |                                                        |                             |                             |                             |                             |                             |                             |                           |

### Singles destacados
| Año  | Single                | Artista | Puestos en las listas | Puestos en las listas | Álbum           |
| Año  | Single                | Artista | US Country            | CAN Country           | Álbum           |
| ---- | --------------------- | ------- | --------------------- | --------------------- | --------------- |
| 1985 | "I Love You by Heart" | Sylvia  | 9                     | 7                     | One Step Closer |